# Francis Shakespeare
Francis J. Shakespeare (Nueva York, 9 de abril de 1925-Deerfield, Wisconsin; 14 de diciembre de 2022) fue un diplomático y ejecutivo de medios estadounidense. Fue presidente de CBS Television antes de ingresar al servicio público. Se desempeñó como Embajador de Estados Unidos en Portugal de 1985 a 1986 y Embajador de Estados Unidos ante la Santa Sede de 1986 a 1989. Posteriormente se desempeñó como miembro honorario del consejo de administración de The Heritage Foundation.

## Primeros años y educación
Nacido en la ciudad de Nueva York de Francis y Frances (née Hughes) Shakespeare y criado en la fe católica, Shakespeare se graduó (con una licenciatura) del Colegio de la Santa Cruz en 1946. También sirvió en la Marina de los Estados Unidos de 1945 a 1946. Posteriormente recibió títulos honoríficos en ingeniería de la Escuela de Minas de Colorado en 1975, en ciencias comerciales de la Universidad Pace en 1979 y en derecho de la Universidad del Sagrado Corazón en 1985.

## Carrera profesional

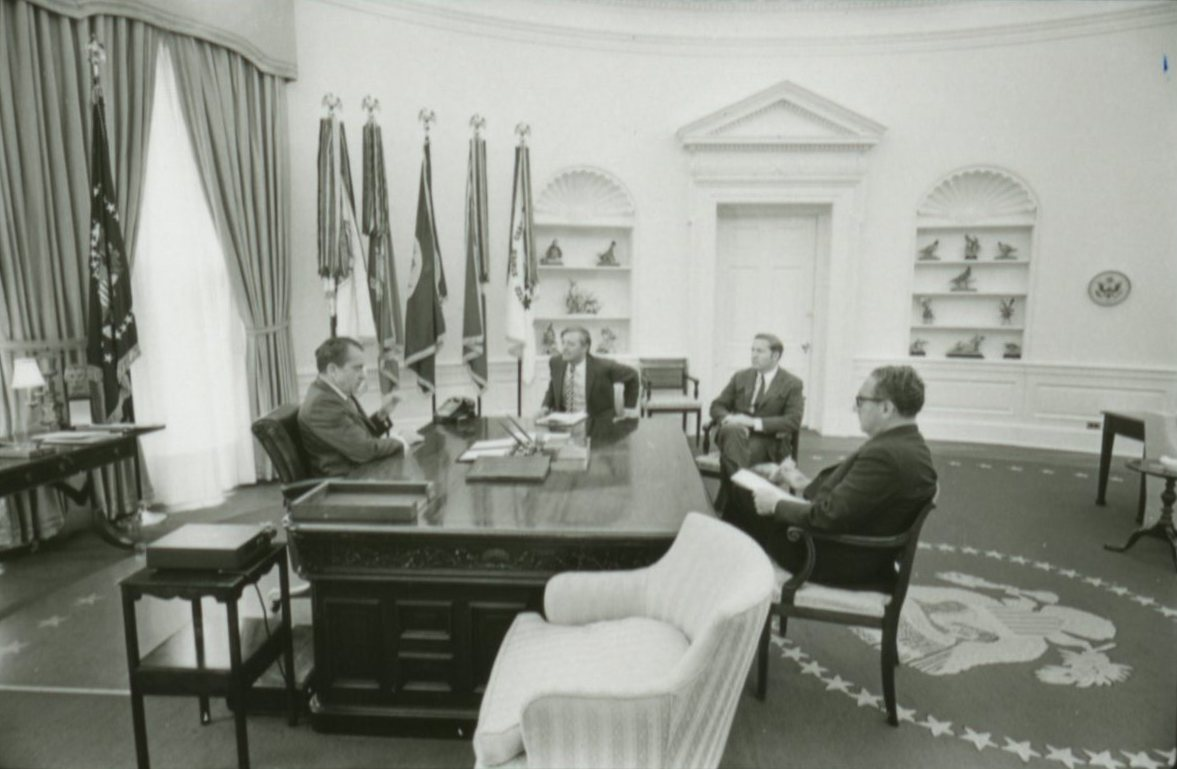
Shakespeare con el presidente Richard Nixon, William F. Buckley y Henry Kissinger en 1970.

Shakespeare fue presidente de CBS Television en Nueva York desde 1950 hasta 1969, cuando fue designado por el presidente Richard Nixon como director de la Agencia de Información de los Estados Unidos. Regresó al sector privado en 1973 y se convirtió en vicepresidente ejecutivo de Westinghouse en Nueva York. En 1975 se convirtió en vicepresidente de RKO General.
En 1981, el presidente Ronald Reagan lo nombró presidente de la Junta de Radiodifusión Internacional, la entidad que supervisaba las operaciones de Radio Free Europe. Ocupó este cargo hasta 1985, cuando Reagan lo nombró embajador de Estados Unidos en Portugal. Al año siguiente, en septiembre de 1986, Shakespeare fue nombrado embajador de Estados Unidos ante la Santa Sede.
Desde 1979, Shakespeare fue miembro honorario del consejo de administración de The Heritage Foundation, un instituto de investigación de políticas públicas con sede en Washington, D.C. Se desempeñó como fideicomisario de la Fundación Lynde y Harry Bradley de Milwaukee, Wisconsin.

## Muerte
Shakespeare murió el 14 de diciembre de 2022, a la edad de 97 años en su residencia de Deerfield, Wisconsin.